# Carlos María de Borbón

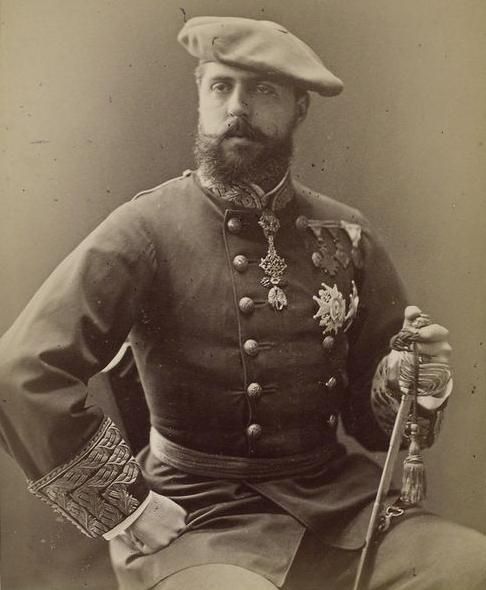
Infant Carlos (VII.) de Borbón, Herzog von Madrid (Foto von Nadar 1878)

Infant Carlos (VII.) María de Borbón y Österreich-Este, vollständiger Name Carlos María de los Dolores Juan Isidro José Francisco Quirín Antonio Miguel Gabriel Rafael de Borbón y Austria-Este (* 30. März 1848 in Laibach; † 18. Juli 1909 in Varese) war Herzog von Madrid. er war ab 1868 carlistischer Prätendent auf den spanischen Thron und Anführer im Dritten Carlistenkrieges.

## Leben
Carlos María war der älteste Sohn von Juan (III.) Carlos de Borbón, Graf von Montizón (1822–1887) und seiner Frau Erzherzogin Maria Beatrix von Österreich-Este (1824–1906), jüngste Tochter des Herzogs Franz IV. von Modena und Reggio und der Prinzessin Maria Beatrix von Savoyen. Seine Großeltern väterlicherseits waren Carlos María Isidro de Borbón und Doña Maria Francisca de Bragança, Infantin von Portugal. Er war ein Urenkel König Karls IV. von Spanien.

## Revolution von 1868

Infant Carlos (VII.) de Borbón, Herzog von Madrid

Im September 1868 wurde Königin Isabella II. durch einen von Cádiz ausgehenden Staatsstreich der liberalen General Juan Prim und Admiral Juan Bautista Topete des Throns enthoben; damit war der spanische Thron zunächst vakant. Die Frage der Nachfolge hatte indirekt zum Deutsch-Französischen Krieg von 1870–1871 geführt, indem der preußische Ministerpräsident Otto von Bismarck und Kaiser Wilhelm I. den deutschen Prinzen Leopold von Hohenzollern-Sigmaringen unterstützten, der vom französischen Kaiser Napoleon III. jedoch abgelehnt wurde (Emser Depesche). Im November 1870 wurde schließlich Herzog Amadeus I. von Aosta zum spanischen König ausgerufen. Er gehörte dem Haus Savoyen an, dieses war bei den Konservativen in Spanien als freimaurerisch und atheistisch verrufen.
Die Carlisten, deren Selbstbewusstsein sich nach dem Fall Isabellas und infolge der Unterstützung durch Papst Pius IX. sehr gehoben hatte, stellten als reguläre politische Partei in den Cortes 1871 etwa 90 Abgeordnete, womit sie bei weitem die stärkste konservative Kraft waren. 1872 fanden Wahlen statt; sie endeten damit, dass die Carlisten erhebliche Stimmverluste hinnehmen mussten. Der Prätendent Carlos (VII.) gelangte zu der Überzeugung, den Thron nur durch Waffengewalt besteigen zu können, und richtete am 15. April ein Manifest an seine Anhänger. So entfesselte er den Dritten Carlistenkrieg, der sich bis in das Jahr 1876 hinzog.

## Dritter Carlistenkrieg
Am 14. April 1872 rief Carlos (VII.) zum allgemeinen Aufstand auf. In Navarra und im Baskenland erhoben sich die Carlisten, und aus Frankreich stieß der Prätendent hinzu. Am 4. Mai 1872 kam es in Navarra zur ersten größeren Schlacht, als Regierungstruppen in Oroquieta eine ungleich größere Zahl von Carlisten schlugen, während Carlos aber die Flucht gelang. Die baskischen Carlisten legten vorübergehend die Waffen nieder. Nun erhob sich jedoch Katalonien, von wo aus die Rebellion erneut auf Navarra und das Baskenland übergriff. Eine carlistische Armee, deren Mannschaftsstärke 50.000 Mann betrug, wurde bis 1873 auf die Beine gestellt. Als König Amadeus am 11. Februar 1873 des Throns entsagte, wurde die Erste Republik ausgerufen, welche den Kampf gegen die Carlisten fortführte. Die Carlisten kämpften an vielen Fronten, insbesondere in Navarra und Katalonien, durchaus siegreich. Obwohl sie viele, auch kriegserfahrene Freiwillige für sich gewinnen konnten, mangelte es an Ausrüstung und an Kenntnissen über die Kunst der Belagerung von Städten. So scheiterten die Carlisten erneut vor der Festung Bilbao, welche von den republikanischen Truppen nach sechs Monaten der Belagerung entsetzt wurde. Mit diesem Erfolg der Republik begann das Blatt sich zu wenden, und die republikanischen Truppen konnten die Initiative an sich reißen. Auch Pamplona blieb 1875 den Carlisten trotz Belagerung verschlossen. Bereits im Jahr 1875 aber fand die Republik nach Besetzung und Auflösung der Cortes mit der Inthronisierung des Sohns Isabellas, Alfons XII., ein Ende. Unter der Herrschaft Alfons stellte die Armee im Februar 1876 durch ihre Siege gegen die Carlisten in Treviño (7. Juli 1875) und Montejurra (17. Februar 1876) die Einheit des Staats wieder her. Nach der verlorenen Schlacht von Montejurra flüchtete der unterlegene Carlos (VII.) nach Frankreich.
In den unruhigen Jahrzehnten, die der Inthronisierung und der Verfassung von 1875 folgten, hatten die Carlisten weiter Bestand, engagierten sich aber im Gegensatz zu den ersten Jahrzehnten ihres Bestehens vorwiegend friedlich. Der Marquis von Cerralba formte die carlistische Bewegung in eine moderne Partei (Comunión Tradicionalista) um und gestaltete nach 1888 ihr Vereinsleben und soziales Engagement neu.

## Heirat und Nachkommen

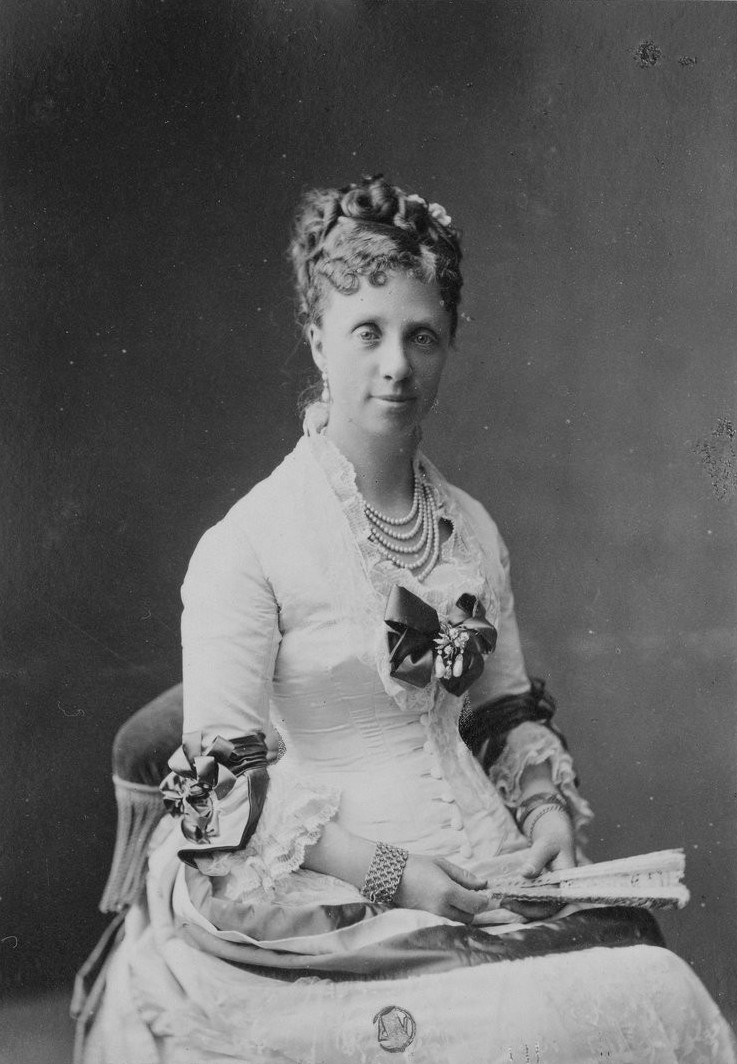
Prinzessin Margarethe Maria Therese Enrichetta von Bourbon-Parma (1847–1893)

Am 4. Februar 1867 heiratete Infant Carlos in Frohsdorf Prinzessin Margarethe Maria (1847–1893), älteste Tochter von Herzog Karl III. von Parma, Piacenza und Guastalla und Prinzessin Louise Marie Therese von Frankreich. Aus der glücklichen Ehe gingen fünf Kinder hervor:
- Blanca de Castilla Maria de la Concepción Teresa (1868–1949) ⚭ 1889 Erzherzog Leopold Salvator von Österreich-Toskana (1863–1931)
- Jaime (III.) Pio Juan Carlos Benvenudo Samsón (1870–1931), Herzog von Madrid und Anjou
- Elvira Maria Teresa (Elvira de Borbón y Borbón-Parma, 1871–1929), blieb unverheiratet, hatte aber drei Kinder unter dem Nachnamen "de Borbón" bei denen die Vaterschaft dem florentinischen Kunstmaler Filippo Folchi zugeschrieben wird.
- Maria Beatriz Teresa Carlota (1874–1961) ⚭ 1897–1907 Prinz Fabrizio Massimo di Roviano (1868–1944), Herzog von Anticoli Corrado
- Maria Alicia Ildefonsa Margarita (1876–1975)

⚭ 1897–1903 Prinz Friedrich von Schönburg-Waldenburg (1872–1910)
⚭ 1906 Lino del Prete (1877–1956)
In zweiter Ehe heiratete er am 28. April 1894 in Prag Prinzessin Marie Bertha de Rohan (1860–1945), jüngste Tochter von Prinz Arthur de Rohan und Gräfin Gabrielle von Waldstein. Die Ehe blieb kinderlos.

## Tod
Der Herzog von Madrid starb 1909 in Varese und wurde in der Kathedrale von San Giusto (carlistischer Escorial) zu Triest bestattet. Die spanischen und französischen Thronansprüche gingen auf seinen einzigen Sohn, Jaime (III.), über.